# Namāzgāh

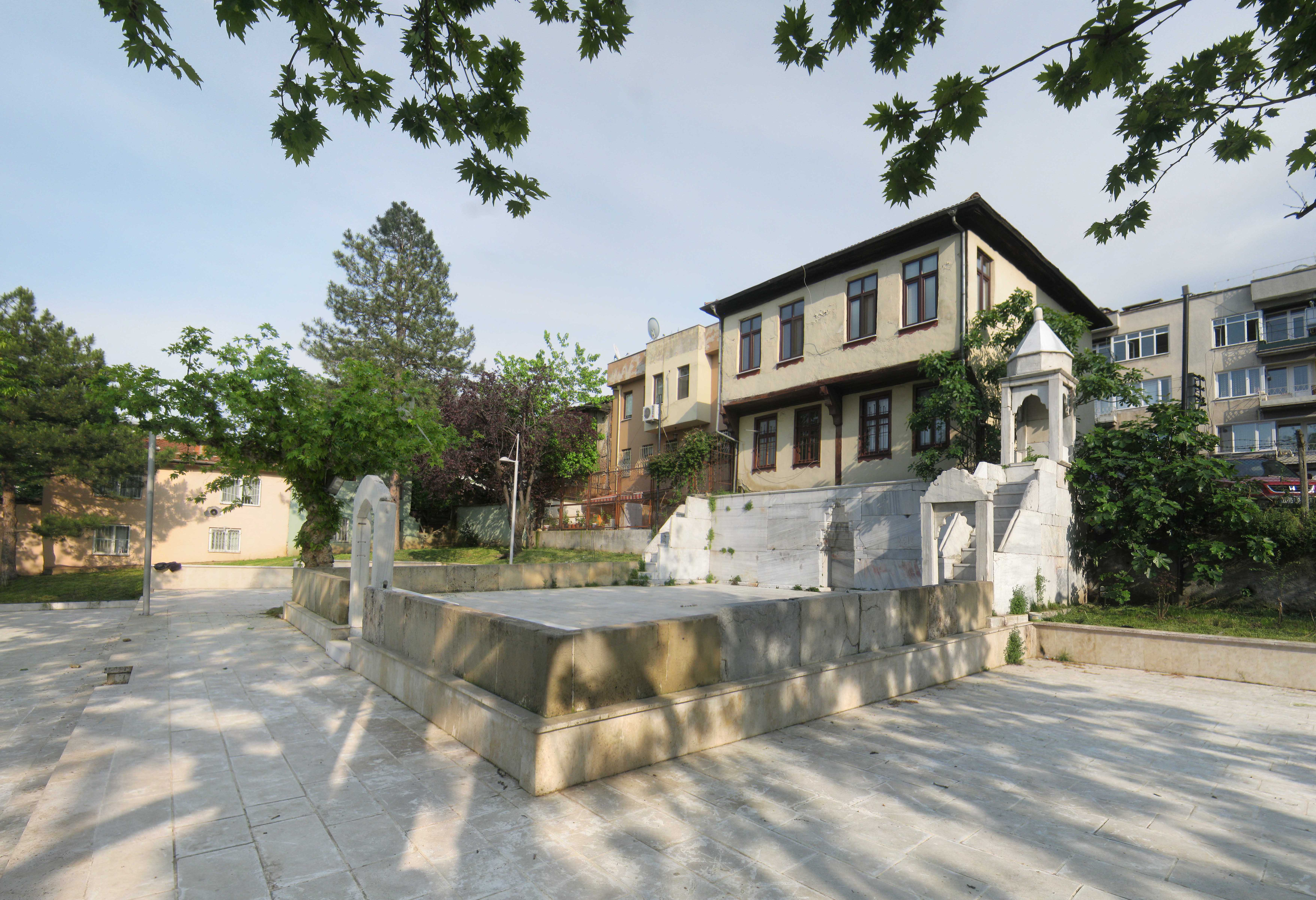
Der Namāzgāh in Bursa, Türkei

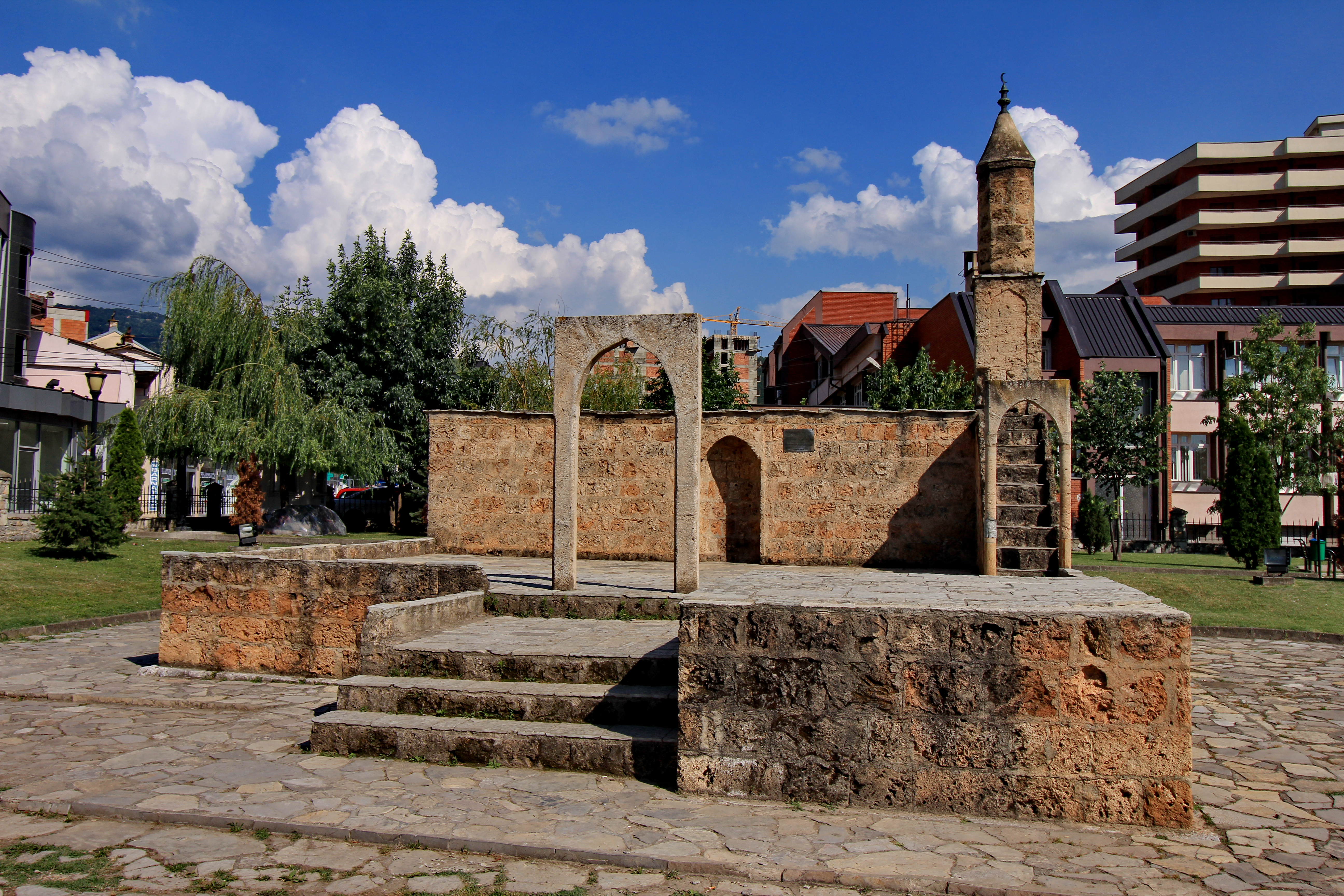
Der Namāzgāh in Prizren

Namāzgāh oder Namazgah (persisch نمازگاه, DMG Namāzgāh, ‚Gebetsplatz‘) ist die persische und osmanisch-türkische Bezeichnung für einen islamischen Freiluft-Gebetsplatz, der üblicherweise für das Festgebet am Fest des Fastenbrechens und dem Islamische Opferfest benutzt wird, und entspricht damit dem, was in arabischen Ländern als Musallā und in Indien als ʿĪdgāh bezeichnet wird. Einige Namāzgāhs wurden auch speziell vom Militär genutzt. In der heutigen Türkei wird der Begriff heute meist Namazgah oder Namazgâh geschrieben, in Albanien und im Kosovo ist die Schreibung Namazgjahu, Namazxhaj/u und Namazgja üblich, auf Serbokroatisch heißt das Gebäude намазџа Namazǆa. 
Besonders bekannte Namāzgāhs sind:
- der Namāzgāh von Buchara, Usbekistan, (frühes 12. Jh.),
- der Emînüddin-Külliyesi-Namazgah in Mardin, Türkei (12. Jh.),
- der Gelibolu-Azebler-Namazgâh in Çanakkale, Türkei (1407),
- der Umurbey-Namazgâh in Bursa, Türkei (1439),
- der Namazgâh von Malatya, Türkei (1465),
- der Atmeydanı Namazgâhı in Istanbul (1535–36),
- der Namazgjah von Prizren, Kosovo,
- der Okmeydanı Namazgâhı in Istanbul (1625),
- der ehemalige Namazgjah von Elbasan, Albanien,
- ehemaliger Namazgja von Tirana, Albanien, auf dem die Namazgja-Moschee erbaut wurde.